# 오페라 바스티유

오페라 바스티유(프랑스어: Opéra Bastille)는 프랑스 파리의 오페라 극장이다. 파리 국립 오페라 공연장 중 하나이다. 오페라, 발레, 오케스트라 공연이 이루어지고 있다. 바스티유 감옥이 있던 자리에 세워졌으며 1989년 프랑스 혁명 200주년 기념일 전날인 7월 13일에 개관하였다.